# Nuevo París
Nuevo París (pl.: Nowy Paryż) - barrio (sąsiedztwo lub dzielnica) miasta Montevideo, stolicy Urugwaju. Znajduje się na północny zachód od centrum.
Graniczy z Conciliación na północy, Sayago na wschodzie, Belvedere na południowym wschodzie, Tres Ombúes-Pueblo Victoria na południu, La Paloma-Tomkinson na południowym zachodzie oraz Paso de la Arena na zachodzie.
Nuevo Paris został założony w 1869 roku, na północ od Paso del Molino, według planów urbanizacyjnych Demetria Isoli.